# Lunar
Lunar — серия японских ролевых компьютерных игр, разработанных японской компанией Game Arts и изданных в США компаниями Working Designs, Ubisoft и Xseed Games. Оригинальные Lunar: The Silver Star и Lunar: Eternal Blue были изданы для Mega-CD в Японии и Sega-CD в Северной Америке. Позднее они были переделаны для японской Sega Saturn со значительными изменениями в графике, музыке и сюжете. Эти ремейки позднее были портированы для PlayStation в Японии и Северной Америке. Первая игра серии была портирована на PC в Японии и Корее, а также позднее была переделана для Game Boy Advance и PlayStation Portable в Японии и Северной Америке. Lunar: Walking School, которая является спин-оффом серии, первоначально вышедшая для Game Gear, была также переделана для Sega Saturn, но в Северной Америке она так и не появилась. Поддерживаемая издательством Ubisoft, Game Arts создала новую версию Lunar для Nintendo DS, выпущенную в Северной Америке в сентябре 2005 года.

## Общее представление об игре
История Lunar берёт своё начало на заселённой людьми луне, также называемой Серебряной Звездой (англ. The Silver Star). Она вращается вокруг планеты, называемой Голубая Звезда (англ. The Blue Star) (позже выясняется, что Голубая Звезда — планета Земля). Тысячи лет назад на Голубой Звезде появился тёмный бог по имени Зофар (англ. Zophar). Его зло проникло в каждый уголок Голубой Звезды и захватило сердца людей, превратив некоторых в монстров, повинующимся приказам Зофара. Оставшиеся в живых люди молились своему покровителю и единственному спасителю — богине Алфине (англ. Althena), так как только она сможет остановить Зофара. Между Алфиной и богом тьмы, Зофаром, происходит эпическое сражение, в ходе которого богиня использует против тёмного бога силу мироздания, чтобы запечатать его силы и отправить в другое измерение. Исходом битвы служит практически полное уничтожение жизни на Голубой Звезде, начавшееся в результате использования силы богини.
В течение нескольких тысячелетий Алфине не удается восстановить Голубую звезду и сделать её пригодной для жизни, поэтому она решает сделать Серебряную Звезду наподобие Голубой Звезды и в дальнейшем переселить туда группу выживших людей. Помимо людей, выжили полулюди-полузвери и раса эльфов, владеющих искусством магии. Позже выжившая группа эльфов стала известна как «Гнусное Племя» (англ. The Vile Tribe), выступающее против учения богини Алфины. Она изгоняет их в бесплодную пустошь под названием «Граница» (англ. Frontier), в место, где даже её сила богини не действует. С того момента, на протяжении тысяч лет, они являются её врагами и вечными преследователями.
С целью защиты мира Lunar, Алфина создаёт четырёх мудрых драконов — белого, красного, голубого и чёрного — дав каждому из них часть своей божественной силы. Независимо от каких-то внешних факторов, мир находится под поддержкой четырёх драконов, но когда приходит время, каждый из них заменяется другим, молодым драконом. Как ни странно, в молодости эти драконы напоминают говорящих, крылатых кошек до тех пор, пока они не вступят во взрослую жизнь и не станут претендовать на место одного из четырёх драконов. Большую часть времени драконы проводят в подземельях, пока не придёт время выполнить своё предназначение.
После создания драконов, Алфина решает, что должен быть выбран чемпион, именуемый Драгонмастером (англ. The Dragonmaster), который будет вести героев через мир Lunar; этим человеком может стать любой, кто сможет отыскать всех четырёх драконов, пройти их испытания и получить их благословение. На протяжении веков появлялось много Драгонмастеров и в дальнейшем многие стремились получить этот титул.
Люди мира Lunar стали очень преданы богине Алфине, хотя многие и помнили печальную историю старого мира Lunar на Голубой Звезде.

## Игры серии

### Lunar: The Silver Star
Игра Lunar: The Silver Star стала первой консольной RPG компании Game Arts. Японская версия игры была издана в июне 1992 года, затем в следующем году состоялся американский релиз игры в Северной Америке. Благодаря графическим возможности платформы Mega-CD, в игру были внедрены анимационные видеоролики, появляющиеся на различных участках игры. Позже это станет визитной карточкой серии.
Это первая игра серии, рассказывающая историю мальчика Алекса (англ. Alex), который стремится стать Драгонмастером, посланником богини Алфины и борцом за справедливость.

### Lunar: Eternal Blue
Вторая игра серии, выпущенная компанией Game Arts для платформ Mega-CD и Sega-CD. Для Mega-CD японская версия игры вышла в декабре 1994 года, для платформы Sega-CD Североамериканская версия вышла в сентябре 1995 года. В игре произошли изменения в графике и музыкальном сопровождении, а также увеличилась продолжительность самой игры. Действие игры происходит через 1000 лет после событий Lunar: The Silver Star. Повествование ведётся от лица молодого авантюриста Хиро (англ. Hiro), который был втянут в приключение по спасению мира от древнего тёмного бога зла, Зофара.

### Lunar: Walking School
Эта игра была выпущена только на территории Японии в марте 1995 года на приставке Sega Game Gear. Хотя стиль игры и отличается от первых двух игр серии (в основном из-за графических ограничений платформы Game Gear), тем не менее, действие игры происходит в том же мире. Действие игры происходит за сотни лет до событий Lunar: The Silver Star, хотя выпущена игра была после Silver Star. В этой игре девушка по имени Элли (англ. Ellie) должна решить мистическую загадку магической школы и остановить воскрешение великого зла, известного как «Ди» (англ. D).

### Lunar: Silver Star Story Complete
Изначально игра была выпущена в Японии в октябре 1996 года. Первоначальное название оригинальной игры Lunar: Silver Star Story было решено переименовать в Lunar: Silver Star Story Complete, после чего игра была выпущена для платформы Sega Saturn в Японии (май 1998 года) и в Северной Америке (май 1999 года). Большую славу игре принесли улучшенные анимационные ролики, а также новое музыкальное сопровождение, написанное компанией Two Five. Американский релиз стал известен щедрым содержанием особого издания, включающим в себя бонусный диск о создании игры Making of Lunar и оригинальный саундтрек. Также коллекционное издание включило в себя карту мира Lunar и руководство к игре в твёрдой обложке. Североамериканский релиз был запланирован на платформе Saturn, но был отменён из-за спора между компаниями Working Designs и Sega и по причине низкого спроса компании Saturn на американском рынке. Позже появилась портированная версия для PC в Японии в 1998 году и Корее в 1999 году.

### Lunar 2: Eternal Blue Complete
Как и в истории с первой частью серии, Lunar 2 вышел на новой платформе. Изначально игра вышла под своим оригинальным названием Lunar: Eternal Blue на платформе Sega Saturn в Японии в июле 1998 года. Позже, летом 1999 года, игра была портирована на PlayStation в Японии и в декабре 2000 года — в Америке. В игре было переделано музыкальное и графическое сопровождение, а также качество анимации. Американское специальное издание включило в себя 2 диска: бонусный диск о создании игры Making of Lunar 2 и оригинальный саундтрек. Также коллекционное издание включило в себя руководство в твёрдой обложке и Omake-бокс, включающий в себя карту мира Lunar 2, мини-фигурки персонажей игры и полноразмерный кулон Люсии в тканевом мешочке.

### Magic School Lunar!
Эта игра является ремейком Lunar: Walking School, выпущенной эксклюзивно для Sega Saturn в Японии в октябре 1997 года. Также как и в предыдущих ремейках серии, в игре был переписан саундтрек и было улучшено качество графики. Помимо изменений в музыке и графике, в игру вернулся пошаговый режим боя, присутствовавший в остальных играх серии. Были добавлены анимированные сцены на различных участках игры, где раньше их не было.

### Lunar Legend
Данная игра представляет собой переиздание первой игры серии для платформы Game Boy Advance. В Японии игра была выпущена в апреле 2001 года и в декабре этого же года — в Северной Америке. Это была первая игра серии, которой занималась другая компания, нежели Working Designs. Новым разработчиком игры стала компания Ubisoft, прославившаяся своим уникальным переводом. Хотя в игру было возвращено много элементов из Lunar: The Silver Star, были добавлены и новые элементы, например, появилась возможность использовать супер-удары персонажей.

### Lunar: Dragon Song
Lunar Genesis (за пределами Японии известна как Lunar: Dragon Song) является первой оригинальной игрой серии за последние 10 лет. Она является первой традиционной ролевой видеоигрой, выпущенной для платформы Nintendo DS. Повествование ведется за 1000 лет до событий Lunar: The Silver Star, поэтому Lunar Genesis является самой ранней игрой серии, если взглянуть на хронологический порядок. В игре рассказывается история курьера по имени Цзянь (англ. Jian), втянутого в приключение, в котором ему предстоит спасти народ мира Lunar от гнёта «Гнусного племени» (англ. The Vile Tribe). В свою очередь, его миссия заключается в примирении двух рас: полулюдей-полузверей и людей.

### Lunar 3
С момента выхода ремейков игр Lunar: Silver Star Story и Lunar 2: Eternal Blue, стали появляться слухи о разработке новой игры, известной как Lunar 3. В своём интервью в 1998 году Виктор Ирланд, президент компании Working Designs, заявил, что Lunar 3 находится «в разработке» и планируется к выпуску (по крайней мере, в США) для платформы PlayStation 2. Тем не менее, спустя некоторое время, никаких новостей о планируемом выпуске игры Lunar 3 от японских издателей серии игр — Game Arts или Entertainment Software Publishing — не поступало. Было предположение, что английская версия игры Magic School Lunar! будет переименована в Lunar 3, но в итоге оказалось, что это всего лишь слухи.

### Lunar: Silver Star Harmony
Lunar: Silver Star Harmony была анонсирована 15 мая в японском еженедельном журнале Famitsu. Согласно ресурсу 1up.com, игра была разработана компанией Game Arts и выпущена другой компанией, Gung Ho Works. Игра была выпущена 2 марта 2010 года на платформе PlayStation Portable. Игра является ещё одним ремейком игры Lunar: The Silver Star.

## Игры
- Lunar: The Silver Star (1992)
- Lunar: Eternal Blue (1994)
- Lunar: Walking School (1996)
- Lunar: Silver Star Story Complete (1996)
- Magic School Lunar! (1997)
- Lunar 2: Eternal Blue Complete (1998)
- Lunar Legend (2002)
- Lunar: Dragon Song / Lunar Genesis (2005)
- Lunar: Silver Star Harmony (2009)
- Lunar 3 (отменена)